# Kazuko Sawamatsu
Kazuko Sawamatsu (沢松和子?, Sawamatsu Kazuko; Nishinomiya, 5 gennaio 1951) è un'ex tennista giapponese.
Ha due parenti strette tenniste anche loro: la sorella Junko Sawamatsu e la nipote Naoko Sawamatsu.

## Carriera
Raggiunge ottimi risultati a livello juniores, nel 1969 vince infatti due Slam trionfando a Parigi e a Londra su Brenda Kirk.
Tra le professioniste ha vinto un titolo su quattro finali giocate, negli Slam ha come miglior risultato la semifinale degli Australian Open 1973 ma il suo anno migliore è il 1975 dove raggiunge i quarti di finale in tutti i Major al di fuori di Wimbledon.
Nel doppio vanta quattro titoli su sei finali, tutti vinti in coppia con Ann Kiyomura, tra cui spicca la conquista di Wimbledon 1975.
In Fed Cup ha giocato cinquantaquattro match con la squadra giapponese vincendone quarantaquattro.

## Statistiche

### Singolare

#### Vittorie (1)
| No. | Data | Torneo                                 | Superficie  | Avversaria in finale | Punteggio     |
| 1.  | 1975 | Japan Open Tennis Championships, Tokyo | Terra rossa | Ann Kiyomura         | 6-2, 3-6, 6-1 |

### Doppio

#### Vittorie (4)
| No. | Data            | Torneo                                     | Superficie    | Compagna     | Avversarie in finale         | Punteggio     |
| 1.  | 6 gennaio 1974  | New South Wales Open, Sydney               | Erba          | Ann Kiyomura | Janet Fallis Pam Whytcross   | 6-3, 6-3      |
| 2.  | 19 ottobre 1974 | Japan Open Tennis Championships, Tokyo     | Sintetico (i) | Ann Kiyomura | Kimiyo Hatanaka Janet Young  | 4-6, 6-4, 6-0 |
| 3.  | 5 luglio 1975   | Torneo di Wimbledon, Londra                | Erba          | Ann Kiyomura | Françoise Dürr Betty Stöve   | 7–5, 1–6, 7–5 |
| 4.  | 8 novembre 1975 | Japan Open Tennis Championships, Tokyo (2) | Sintetico (i) | Ann Kiyomura | Kayoko Fukuoka Kiyomi Nomura | 6-2, 6-3      |